# Phyllanthus manausensis
Phyllanthus manausensis är en emblikaväxtart som beskrevs av William Antônio Rodrigues. Phyllanthus manausensis ingår i släktet Phyllanthus och familjen emblikaväxter. Inga underarter finns listade i Catalogue of Life.